# 神奈川県立武山支援学校
神奈川県立武山支援学校（かながわけんりつ たけやましえんがっこう）は、神奈川県横須賀市武三丁目にある県立特別支援学校。

## 学部
- 小学部
- 中学部
- 高等部A課程（肢体不自由）
- 高等部B課程（知的障害）

## 歴史
- 1976年4月1日 - 開校
- 1977年4月1日 - 高等部知的障害教育課程設置
- 1977年8月25日 - 現在地に移転
- 1978年3月31日 - 体育館完成
- 1987年4月1日 - 高等部肢体不自由教育課程設置
- 1994年6月28日 - プール及び実習棟完成
- 2008年4月1日 - 神奈川県立津久井浜高等学校内に分教室を開校。
- 2023年4月1日 - 神奈川県立武山支援学校に名称変更[1][2]。